# FAKE BOOK II
『FAKE BOOK II』（フェイク ブック ツー）は、日本のミュージシャン大橋トリオの通算7枚目のアルバムである。2011年3月16日発売。発売元はrhythm zone。

## 概要
- 2010年に発売されたカバー・アルバム『FAKE BOOK』に続くカバーアルバム第二弾。1960年代から2000年代の洋楽ヒット曲8曲をカバー。全曲自宅スタジオにて録音・ミックスされた。

## 収録曲
1. ANGEL[5:22]
エアロスミスのカバー。
2. Kiss Of Life[4:35]
シャーデーのカバー。
3. CALIFORNIA DREAMIN'[3:33]
ママス&パパスのカバー。
4. You Gotta Be[4:12]
デズリーのカバー。
5. Heartbeat[3:51]
タヒチ80のカバー。
6. MY CHERIE AMOUR[3:22]
スティーヴィー・ワンダーのカバー。
7. The Man Who Sold The World[4:45]
デビッド・ボウイのカバー。
8. If I Ain't Got You[4:11]
アリシア・キーズのカバー。